# Raphael Rabello
Rafael Baptista Rabello (Petrópolis, 31 de outubro de 1962 — Rio de Janeiro, 27 de abril de 1995) foi um violonista e compositor brasileiro, ligado ao choro e à música popular brasileira. Um virtuoso deste instrumento, ele é considerado um dos maiores violonistas brasileiros de todos os tempos, sobretudo em sua especialidade, o violão de sete cordas.
Ele participou de concertos e gravações com famosos músicos brasileiros, tais como Tom Jobim, Ney Matogrosso, Zé Ramalho, Jaques Morelenbaum e Paulo Moura, João Bosco e também com instrumentistas internacionais, como por exemplo Paco de Lucía.
Foi incluído na lista 30 maiores ícones brasileiros da guitarra e do violão (Categoria: "Mestres Acústicos") da revista Rolling Stone Brasil, em 2012.

## Biografia
Rafael Rabello nasceu em uma família musical: sua irmã Luciana Rabello se tornou conhecida com o seu cavaquinho, e seu primeiro professor de violão foi um irmão mais velho. Ele também tomou lições de violão com Jayme Florence (o famoso "Meira", que também deu aulas a Baden Powell nos anos 1940). Ele passou a tocar o violão de sete cordas influenciado por Dino 7 Cordas. Ele já tocava profissionalmente em sua adolescência: sua primeira aparição como coadjuvante foi aos 14 anos, em uma gravação de choro feita pelo violonista clássico Turibio Santos.
Apesar da insistência e admiração de Rafael, ele nunca teve aulas com o violonista Dino 7 Cordas, com quem gravou um álbum em 1991. Segundo o violonista Maurício Carrilho, nunca se soube porque Dino não aceitou Rafael como seu aluno. Rafael, por um tempo, dedicou-se somente ao violão de sete cordas, chegando, inclusive, a adotar o nome "Rafael 7 Cordas" (o mesmo nome de seu primeiro álbum). No início dos anos 1980, ele participou como instrumentista em famosas gravações de samba, como por exemplo: "Minha Missão", de João Nogueira.

### Últimos anos
No início dos anos 1990, Rabello descobriu que havia contraído o vírus HIV, causador da AIDS. Na época, houve a suspeita de que isso tivesse acontecido numa transfusão sanguínea dois anos antes, em uma internação após um acidente com um táxi ocorrido em 27 de maio de 1989 no Rio de Janeiro; mas, como relata na sua biografia sobre Rabello, o pesquisador Lucas Nobile conversou com familiares do músico e com médicos que eram próximos a ele na ocasião e todos negaram que tivesse havido uma transfusão (os arquivos do hospital Miguel Couto, para onde ele fora levado em seguida ao acidente, foram destruídos). De qualquer forma, nos anos seguintes, em desespero, Rabello passou a consumir cocaína.
Em 1994, Rafael Rabello deixou o Brasil, já com problemas com as drogas, e foi para os Estados Unidos com a perspectiva de expansão de sua carreira profissional. Chegando lá, começou a lecionar em uma universidade de música em Los Angeles. Paralelamente, começou a libertar-se das drogas. Mais tarde, porém, Rafael precisou voltar ao Brasil para breve trabalho aprovado pela Fundação Cultural Banco do Brasil: a realização de um disco resgatando a obra do compositor Capiba.
Já no Rio de Janeiro, como não mais residia na cidade, Rafael acabou se hospedando no Hotel Sheraton, em São Conrado e não na casa da família, como combinado anteriormente.
Em 1995, Rafael pediu para ser internado para tratamento de desintoxicação; no entanto, em 27 de abril, faleceu dormindo no hospital, um dia depois de ter sido avaliado pelos médicos como "ótimo".

## Legado
Rabello teve dois CDs gravados em sua homenagem e uma escola batizada com seu nome. O último trabalho feito em sua homenagem era aquele que Rafael vinha produzindo antes de sua morte: um tributo a Lourenço da Fonseca Barbosa, conhecido por "Capiba" (1904–1997). Ele foi um dos arranjadores do álbum, sendo também creditado como produtor, violonista e tendo mesmo cantado uma das canções. A lista de cantores convidados é realmente impressionante: Chico Buarque, Paulinho da Viola, Gal Costa, Caetano Veloso, Maria Bethânia, Alceu Valença, João Bosco, e Ney Matogrosso.
Alguns violonistas manifestaram suas opiniões sobre Rafael Rabello:

## Discografia
- 1977: Os Carioquinhas no Choro
- 1982: Rafael Sete Cordas (Polygram)[7]
- 1984: Tributo a Garoto (Barclay), (com Radamés Gnattali)
- 1987: Rafael Rabello Interpreta Radamés Gnattali (Visom)
- 1988: Rafael Rabello (Visom)[8]
- 1990: A flor da pele (Polygram/Philips), com Ney Matogrosso[9]
- 1991: Todo sentimento (Columbia), com Elizeth Cardoso[10]
- 1991: Raphael Rabello & Dino 7 Cordas (Caju Music), com Dino 7 Cordas[11]
- 1992: Dois irmãos (Caju Music), com Paulo Moura[12]
- 1992: Todos os tons (RCA)[13]
- 1992: Shades of Rio (Chesky), (com Romero Lubambo)[14]
- 1993: Delicatesse (RCA), (com Déo Rian)[15]
- 1994: Relendo Dilermando Reis (RGE)[16]
- 1997: Raphael Rabello & Armandinho em Concerto (Spotlight)[17]
- 2001: Todas as canções (Acari), (com Amélia Rabello)[18] (Lançamento póstumo)
- 2002: Mestre Capiba por Raphael Rabello e Convidados (Acari)[19] (Lançamento póstumo)
- 2005: Cry, My Guitar (GSP)[20] (Gravado em 1994, lançado postumamente)